# Agrupación guerrillera de Málaga-Granada
La Agrupación guerrillera de Málaga-Granada fue una agrupación guerrillera antifranquista que operó en el sur de España durante los años posteriores a la Guerra Civil.
Málaga y Granada fueron las provincias andaluzas donde se estableció el maquis más sólidamente al término de la guerra. Estaba peor armada que otras agrupaciones debido a la dificultad para hacerles llegar armamento desde Francia y operó de forma aislada, aunque libró sangrientos combates y ofreció 
resistencia hasta finales de la década de 1940. En Granada las partidas de guerrilleros incluso actuaban en la propia ciudad, bajando desde la sierra y deslizándose por el Sacromonte y el Albaicín.
En estos años destacaron personajes como Antonio Raya, que durante la contienda había sido comisario de la 88.ª Brigada republicana, y que en la posguerra organizó guerrillas rurales y urbanas que actuaron en las provincias de Málaga, Córdoba o Granada. En Granada adquirieron carácter legendario los hermanos Quero, que organizaron una partida de maquis que estuvo actuando tanto en la ciudad como en la provincia hasta finales de la década de 1940.
La guerrilla urbana también fue muy activa, como fue el caso de Granada. El 26 de marzo de 1944 el inspector de policía Julio Romero Funes —conocido por su destacado papel en la represión durante la guerra— resultó muerto durante un confuso tiroteo con guerrilleros antifranquistas. La muerte de Romero Funes motivó el envío desde la Dirección General de Seguridad en Madrid de un grupo especializado de la Brigada Político-Social con la misión de dedicarse a la lucha contra las guerrillas antifranquistas de la sierra granadina.